# Comuna Hlînsk, Romnî
Hlînsk (în ucraineană Глинськ) este o comună în raionul Romnî, regiunea Sumî, Ucraina, formată din satele Cebereakî, Hlînsk (reședința), Surmacivka și Zarudnivka.

## Demografie
Componența lingvistică a comunei Hlînsk
     Ucraineană (97,19%)
     Rusă (2,19%)
     Alte limbi (0,61%)
Conform recensământului din 2001, majoritatea populației comunei Hlînsk era vorbitoare de ucraineană (97,19%), existând în minoritate și vorbitori de rusă (2,19%).